# Réseau multichaîne
Pour les articles homonymes, voir network.

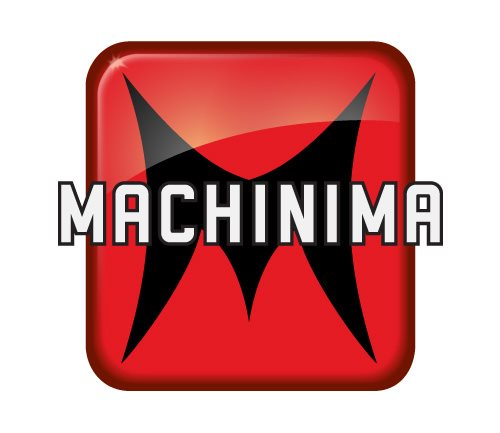
Machinima Logo

Un réseau multichaîne, réseau de chaînes ou network (de l'expression anglaise multi-channel network, donnant le sigle MCN) est une entreprise travaillant conjointement avec les sites de partage de vidéos (par exemple, YouTube) et proposant aux vidéastes des services ayant trait à la monétisation et la promotion de contenu, la gestion des droits, l'aide au développement et les relations avec les annonceurs et partenaires commerciaux, en échange d'un pourcentage sur les revenus de leur chaîne.
En termes de chiffres d'affaires et de nombre de vues de leurs chaînes associées, Webedia, Finder Studios, Wizdeo, Maker Studios, BroadbandTv, Machinima, Fullscreen, Divimove et Brave Bison comptent parmi les plus importants réseaux multichaines.